# Transfigurace (elektrotechnika)
Transfigurace je speciální úprava elektrických obvodů, kde se za určitým účelem změní schéma nebo zapojení obvodu.

## Transfigurace hvězda-trojúhelník
Tato metoda se používá, když se zjednodušuje elektrický obvod. Jedná se především o obvod, kde jsou dvojice sériově zapojených rezistorů R1+R2, a R3+R4 zapojeny paralelně, tady (R1+R2)||(R3+R4). Tento obvod je standardním zjednodušováním řešitelný, avšak transfigurace přichází ve chvíli, kdy jsou uzly mezi rezistory R1-R2 a R3-R4 spojeny dalším rezistorem R5. Tímto se celý obvod komplikuje, neboť tímto rezistorem protéká proud, který převádí proud z horních rezistorů (podle toho, který je menší) na druhou stranu (opět k menšímu).
Při detailním pohledu vznikly dva trojúhelníky, první tvořen rezistory R1 R3 R5, druhý R5 R2 R4. Cíl je tedy převést tento obvod zvaný trojúhelník na hvězdu, tvořenou rezistory Ra, Rb, Rc, R2 a R4. Tedy Rb a R2 jsou sériově, Rc a R4 také, tyto dvě dvojice jsou paralelně, a k tomuto "obdélníku" je sériově Ra. Zapsáno zjednodušeně pak ((Rb+R2)||(Rb+R4))+Ra. Zde tedy vznikla třícípá hvězda, tvořená rezistory Ra, Rb a Rc, která má střed v uzlu všech těchto tří rezistorů.
Tento obvod je řešitelný, avšak pouze za předpokladu, že známe hodnoty rezistorů Ra, Rb a Rc. Hodnoty těchto rezistorů byly odvozeny na základě toho, že jak trojúhelník, tak hvězda mají společné vrcholy (vrcholy cípů). Lze je pracovně nazvat A, B a C podle jejich rezistorů. Vezme-li se rezistor mezi svorkami A a B (sériová kombinace Ra a Rb), pak v trojúhelníku to odpovídá rezistoru R1 a k němu paralelně R3+R5. Pak tedy {\displaystyle Ra+Rb=R1||(R2+R5)={\frac {R1*(R5+R2)}{R1+(R5+R2)}}}.
Stejným způsobem se odvodí vzorce pro zbývající sériové kombinace a úpravami se dojde k výsledným vztahům:
{\displaystyle Ra={\frac {R1R3}{R1+R3+R5}}}
{\displaystyle Rb={\frac {R3R5}{R1+R3+R5}}}
{\displaystyle Rc={\frac {R1R5}{R1+R3+R5}}}
Pomůcka: ve vztazích je vidět, že v čitatelích jsou součiny hodnot rezistorů dotýkajících daného uzlu a ve jmenovateli je součet všech tří hodnot rezistorů.
Transfigurace hvězda-trojúhelník se dá také řešit pomocí Théveninovy poučky (jedná se totiž o dva děliče, které si navzájem tvoří zátěž).
Ve střídavém poli je potřeba použít obecných impedancí.

## Výpočet
Nejčastěji se používá převod z trojúhelníku ({\displaystyle \Delta }) na hvězdu ({\displaystyle Y}), protože se trojúhelník v obvodech vyskytuje častěji.

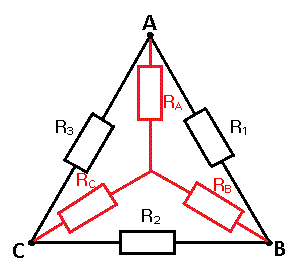
Značení při provádění transfigurace

Pro transfiguraci trojúhelníku na hvězdu ({\displaystyle \Delta -Y}) platí:
{\displaystyle {R_{A}}={\frac {{R_{1}}\cdot {R_{3}}}{{R_{1}}+{R_{2}}+{R_{3}}}},}
{\displaystyle {R_{B}}={\frac {{R_{1}}\cdot {R_{2}}}{{R_{1}}+{R_{2}}+{R_{3}}}},}
{\displaystyle {R_{C}}={\frac {{R_{2}}\cdot {R_{3}}}{{R_{1}}+{R_{2}}+{R_{3}}}}.}
Pro transfiguraci z hvězdy na trojúhelník ({\displaystyle Y-\Delta }):
{\displaystyle {R_{1}}={R_{A}}+{R_{B}}+{\frac {{R_{A}}\cdot {R_{B}}}{R_{C}}},}
{\displaystyle {R_{2}}={R_{B}}+{R_{C}}+{\frac {{R_{B}}\cdot {R_{C}}}{R_{A}}},}
{\displaystyle {R_{3}}={R_{A}}+{R_{C}}+{\frac {{R_{A}}\cdot {R_{C}}}{R_{B}}}.}
Celkový odpor zapojení {\displaystyle Y} se značí {\displaystyle {R_{Y}}}a celkový odpor zapojení {\displaystyle \Delta } se značí {\displaystyle {R_{\Delta }}}.
Pokud jsou obvody vyvážené, tak pro: {\displaystyle {R_{Y}}={R_{1}}={R_{2}}={R_{3}}} a {\displaystyle {R_{\Delta }}={R_{A}}={R_{B}}={R_{C}}} platí:
{\displaystyle {R_{\Delta }}=3\cdot {R_{Y}}}nebo {\displaystyle {R_{Y}}={\frac {1}{3}}\cdot {R_{\Delta }}}.

## Odvození

### Trojúhelník – hvězda (Δ - Y)

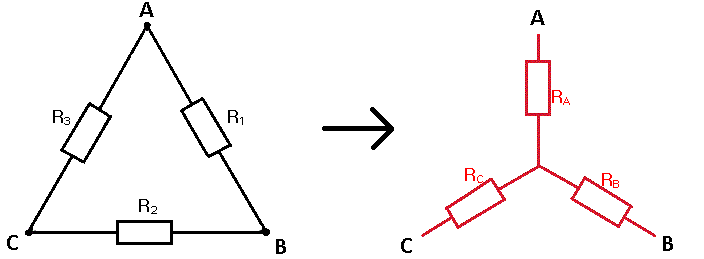

Odpor {\displaystyle {R_{12}}} mezi uzly {\displaystyle {A}} a {\displaystyle {B}} je vlastně paralelní kombinací {\displaystyle {R_{1}}} k sériovému zapojení {\displaystyle {R_{2}}} s {\displaystyle {R_{3}}}:
{\displaystyle {R_{12}}={\frac {{R_{1}}\cdot \left({{R_{2}}+{R_{3}}}\right)}{{R_{1}}+{R_{2}}+{R_{3}}}}.}
Odpor {\displaystyle {R_{AB}}} mezi uzly {\displaystyle {A}} a {\displaystyle {B}} je ve hvězdě sériovým zapojením {\displaystyle {R_{A}}} a {\displaystyle {R_{B}}}:
{\displaystyle {R_{AB}}={R_{A}}+{R_{B}}}.
Vzhledem k nutné rovnosti těchto odporů při provádění transfigurace vzniká rovnice:
{\displaystyle {\frac {{R_{1}}\cdot \left({{R_{2}}+{R_{3}}}\right)}{{R_{1}}+{R_{2}}+{R_{3}}}}={R_{A}}+{R_{B}}.}
Nyní lze analogicky odvodit zbylé rovnice a vytvořit tak soustavu rovnic:
{\displaystyle {\frac {{R_{1}}\cdot \left({{R_{2}}+{R_{3}}}\right)}{{R_{1}}+{R_{2}}+{R_{3}}}}={R_{A}}+{R_{B}},}
{\displaystyle {\frac {{R_{2}}\cdot \left({{R_{1}}+{R_{3}}}\right)}{{R_{1}}+{R_{2}}+{R_{3}}}}={R_{B}}+{R_{C}},}
{\displaystyle {\frac {{R_{3}}\cdot \left({{R_{1}}+{R_{2}}}\right)}{{R_{1}}+{R_{2}}+{R_{3}}}}={R_{A}}+{R_{C}}.}
Soustavu lze následně řešit sčítací metodou:
{\displaystyle {\frac {{R_{1}}\cdot \left({{R_{2}}+{R_{3}}}\right)}{{R_{1}}+{R_{2}}+{R_{3}}}}={R_{A}}+{R_{B}},}
{\displaystyle -{\frac {{R_{2}}\cdot \left({{R_{1}}+{R_{3}}}\right)}{{R_{1}}+{R_{2}}+{R_{3}}}}=-{R_{B}}-{R_{C}},}
{\displaystyle {\frac {{R_{3}}\cdot \left({{R_{1}}+{R_{2}}}\right)}{{R_{1}}+{R_{2}}+{R_{3}}}}={R_{A}}+{R_{C}}.}
Sečtením všech třech rovnice vzniká rovnice, kterou lze algebraicky vyřešit:
{\displaystyle {\frac {{R_{1}}{R_{2}}+{R_{1}}{R_{3}}-{R_{1}}{R_{2}}-{R_{2}}{R_{3}}+{R_{1}}{R_{3}}+{R_{2}}{R_{3}}}{{R_{1}}+{R_{2}}+{R_{3}}}}=2{R_{A}},}
{\displaystyle 2\cdot {\frac {{R_{1}}{R_{3}}}{{R_{1}}+{R_{2}}+{R_{3}}}}=2{R_{A}},}
{\displaystyle {R_{A}}={\frac {{R_{1}}{R_{3}}}{{R_{1}}+{R_{2}}+{R_{3}}}}.}
Zbylé odpory lze vyřešit obdobným způsobem:
{\displaystyle {\frac {{R_{1}}\cdot \left({{R_{2}}+{R_{3}}}\right)}{{R_{1}}+{R_{2}}+{R_{3}}}}={R_{A}}+{R_{B}},}
{\displaystyle {\frac {{R_{2}}\cdot \left({{R_{1}}+{R_{3}}}\right)}{{R_{1}}+{R_{2}}+{R_{3}}}}={R_{B}}+{R_{C}},}
{\displaystyle -{\frac {{R_{3}}\cdot \left({{R_{1}}+{R_{2}}}\right)}{{R_{1}}+{R_{2}}+{R_{3}}}}=-{R_{A}}-{R_{C}}.}
{\displaystyle 2\cdot {\frac {{R_{1}}{R_{2}}}{{R_{1}}+{R_{2}}+{R_{3}}}}=2{R_{B}},}
{\displaystyle {R_{B}}={\frac {{R_{1}}{R_{2}}}{{R_{1}}+{R_{2}}+{R_{3}}}},}

{\displaystyle -{\frac {{R_{1}}\cdot \left({{R_{2}}+{R_{3}}}\right)}{{R_{1}}+{R_{2}}+{R_{3}}}}=-{R_{A}}-{R_{B}},}
{\displaystyle {\frac {{R_{2}}\cdot \left({{R_{1}}+{R_{3}}}\right)}{{R_{1}}+{R_{2}}+{R_{3}}}}={R_{B}}+{R_{C}},}
{\displaystyle {\frac {{R_{3}}\cdot \left({{R_{1}}+{R_{2}}}\right)}{{R_{1}}+{R_{2}}+{R_{3}}}}={R_{A}}+{R_{C}}.}
{\displaystyle {\frac {-{R_{1}}{R_{2}}-{R_{1}}{R_{3}}+{R_{1}}{R_{2}}+{R_{2}}{R_{3}}+{R_{1}}{R_{3}}+{R_{2}}{R_{3}}}{{R_{1}}+{R_{2}}+{R_{3}}}}=2{R_{C}},}
{\displaystyle 2\cdot {\frac {{R_{2}}{R_{3}}}{{R_{1}}+{R_{2}}+{R_{3}}}}=2{R_{C}},}
{\displaystyle {R_{C}}={\frac {{R_{2}}{R_{3}}}{{R_{1}}+{R_{2}}+{R_{3}}}}.}
Tímto byly odvozeny všechny potřebné veličiny:
{\displaystyle {R_{A}}={\frac {{R_{1}}{R_{3}}}{{R_{1}}+{R_{2}}+{R_{3}}}},}
{\displaystyle {R_{B}}={\frac {{R_{1}}{R_{2}}}{{R_{1}}+{R_{2}}+{R_{3}}}},}
{\displaystyle {R_{C}}={\frac {{R_{2}}{R_{3}}}{{R_{1}}+{R_{2}}+{R_{3}}}}.}

### Hvězda – trojúhelník (Y - Δ)

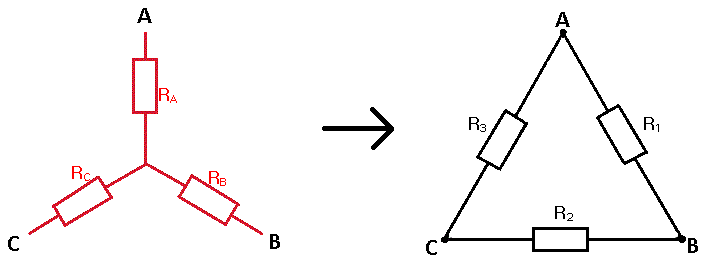
408x408bod

Na základě rovnosti odporů lze, jako v předchozím případě, dospět k soustavě rovnic:
{\displaystyle {\frac {{R_{1}}\cdot \left({{R_{2}}+{R_{3}}}\right)}{{R_{1}}+{R_{2}}+{R_{2}}}}={R_{A}}+{R_{B}},}
{\displaystyle {\frac {{R_{2}}\cdot \left({{R_{1}}+{R_{3}}}\right)}{{R_{1}}+{R_{2}}+{R_{2}}}}={R_{C}}+{R_{B}},}
{\displaystyle {\frac {{R_{3}}\cdot \left({{R_{1}}+{R_{2}}}\right)}{{R_{1}}+{R_{2}}+{R_{3}}}}={R_{A}}+{R_{C}}.}
Poté se postupně vyjádří jednotlivé hodnoty neznámých odporů {\displaystyle {R_{1}},{R_{2}}}a {\displaystyle {R_{3}}}v závislosti na {\displaystyle {R_{A}},{R_{B}}}{\displaystyle {R_{C}}}:
{\displaystyle {R_{1}}={R_{A}}+{R_{B}}+{\frac {{R_{A}}\cdot {R_{B}}}{R_{C}}},}
{\displaystyle {R_{2}}={R_{B}}+{R_{C}}+{\frac {{R_{B}}\cdot {R_{C}}}{R_{A}}},}
{\displaystyle {R_{3}}={R_{A}}+{R_{C}}+{\frac {{R_{A}}\cdot {R_{C}}}{R_{B}}}.}